# Corystolona annulata
Corystolona annulata är en nässeldjursart som först beskrevs av Watson 1973.  Corystolona annulata ingår i släktet Corystolona och familjen Oceanidae. Inga underarter finns listade i Catalogue of Life.